# المعهد العالي للدراسات التطبيقية في الإنسانيات بالكاف
المعهد العالي للدراسات التطبيقية في الإنسانيات بالكاف هو مؤسسة تعليم عالي تأسّست بمقتضى مرسوم عدد 1623 المؤرخ في 09 جويلية 2002 ، يقع بمدينة الكاف ، و تابع ل جامعة جندوبة .

## الشهادات

### الإجازات الأساسية
- اللّغة والآداب والحضارة الإنقليزية

### الإجازات التطبيقية
- الإنقليزية:إنقليزية الأعمال
- التراث والتقنيات السمعية البصرية
- الفرنسية : الإتصال
- علوم التربية

### الماجستير المهني
- الفرنسية : الإتصال
- التراث والملتيميديا والواب